# بپتیس آدیس
بپتیس آدیس (فرانسوی: Baptiste Addis‎؛ زادهٔ ۷ دسامبر ۲۰۰۶) کماندار اهل فرانسه است.
وی در مسابقات کشوری و بین‌المللی در مجموع برندهٔ ۱ مدال نقره شده است.